# Église Saint-Wilfrid de Low Marnham
L'église Saint-Wilfrid (en anglais : St Wilfrid's Church) est une église anglicane redondante (Redundant church (en)) de Low Marnham dans le Nottinghamshire, en Angleterre.
Elle est inscrite sur la National Heritage List for England en tant que bâtiment classé de catégorie I et est sous la garde du Churches Conservation Trust (en).

## Histoire
L'église date du XIIIe siècle, avec des ajouts ou des modifications aux XIVe, XVe et XIXe siècles, et une restauration en 1846.

## Architecture

### Intérieur
Saint Wilfrid est construite en pierre avec des toits en ardoise. Son plan se compose d'une nef avec une claire-voie, des bas-côtés nord et sud, un porche sud, une chapelle nord, un chœur et une tour ouest. De l'extérieur, le style de l'église est perpendiculaire. La tour est en deux étages, avec des contreforts diagonaux. À l'étage inférieur se trouve une fenêtre ouest à trois lumières et des cadrans d'horloge sur les côtés nord, ouest et sud. L'étage supérieur contient des ouvertures de cloche à deux lumières de chaque côté. Au sommet de la tour se trouve un parapet à créneaux avec des pinacles aux coins et deux gargouilles. Le mur nord du bas-côté nord contient quatre fenêtres à trois lumières, une porte cintrée et cinq gargouilles. Il y a une fenêtre à trois lumières dans les murs ouest et est de cette allée. La chapelle nord possède une fenêtre similaire. Le long des deux murs de la claire-voie se trouvent quatre fenêtres à trois lumières et cinq gargouilles. À l'extrémité est du chœur se trouvent une fenêtre à trois lumières et deux gargouilles. Dans le mur sud du chœur se trouve une porte avec une fenêtre à deux lumières de chaque côté. Du côté sud du bas-côté sud se trouve un porche, avec une fenêtre à trois lumières à sa droite et une fenêtre à deux lumières à gauche. La porte du porche présente un arc en accolade avec plusieurs couches de moulures, au bas desquelles se trouvent des têtes sculptées. À l'extrémité ouest de l'allée se trouve une fenêtre à une seule lumière.

### Extérieur
Les arcades diffèrent en ce que l'arcade nord repose sur des piliers cylindriques bas avec des chapiteaux circulaires, tandis que l'arcade sud a des piliers octogonaux plus hauts avec des fûts détachés. Dans le mur sud du chœur se trouve un renfoncement funéraire, et dans le mur sud du bas-côté sud se trouvent une piscine et une armoire. L'église contient des monuments à la famille Cartwright. Il y a une trappe datée de 1749 dans le bas-côté nord et un fragment de vitrail du XVe siècle.